# Нефтебаза (Смоленский район)
Нефтеба́за — посёлок в Смоленском районе Алтайского края. Входит в состав Верх-Обского сельсовета.

## География
Посёлок находится на левом берегу реки Катунь, на расстоянии 14 км к северу от села Смоленское, административного центра района.

## Население
| 1997 | 1998 | 1999 | 2000 | 2001 | 2002 |
| ---- | ---- | ---- | ---- | ---- | ---- |
| 27   | →27  | →27  | ↘26  | ↗27  | ↘24  |
| 2003 | 2004 | 2005 | 2006 | 2007 | 2008 |
| →24  | ↘22  | ↘20  | ↗21  | ↗23  | ↘21  |
| 2009 | 2010 | 2011 | 2012 | 2013 |      |
| ↘20  | ↘19  | ↗24  | ↗25  | →25  |      |

### Национальный состав
Согласно результатам переписи 2002 года, в национальной структуре населения русские составляли 100 %.